# Тода (город)
Тода (яп. 戸田市 Тода-си) — город в Японии, находящийся в префектуре Сайтама. Площадь города составляет 18,17 км², население — 130 635 человек (1 августа 2014), плотность населения — 7189,60 чел./км².

## Географическое положение
Город расположен на острове Хонсю в префектуре Сайтама региона Канто. С ним граничат города Асака, Кавагути, Сайтама, Вако, Вараби.

## Население
Население города составляет 130 635 человек (1 августа 2014), а плотность — 7189,60 чел./км². Изменение численности населения с 1980 по 2005 годы:
| 1980 | 78 435 чел.  |  |
| 1985 | 76 960 чел.  |  |
| 1990 | 87 599 чел.  |  |
| 1995 | 97 571 чел.  |  |
| 2000 | 108 039 чел. |  |
| 2005 | 116 696 чел. |  |

## Символика
Деревом города считается османтус, цветком — Primula sieboldii.